# Sperrstelle Rothenbrunnen

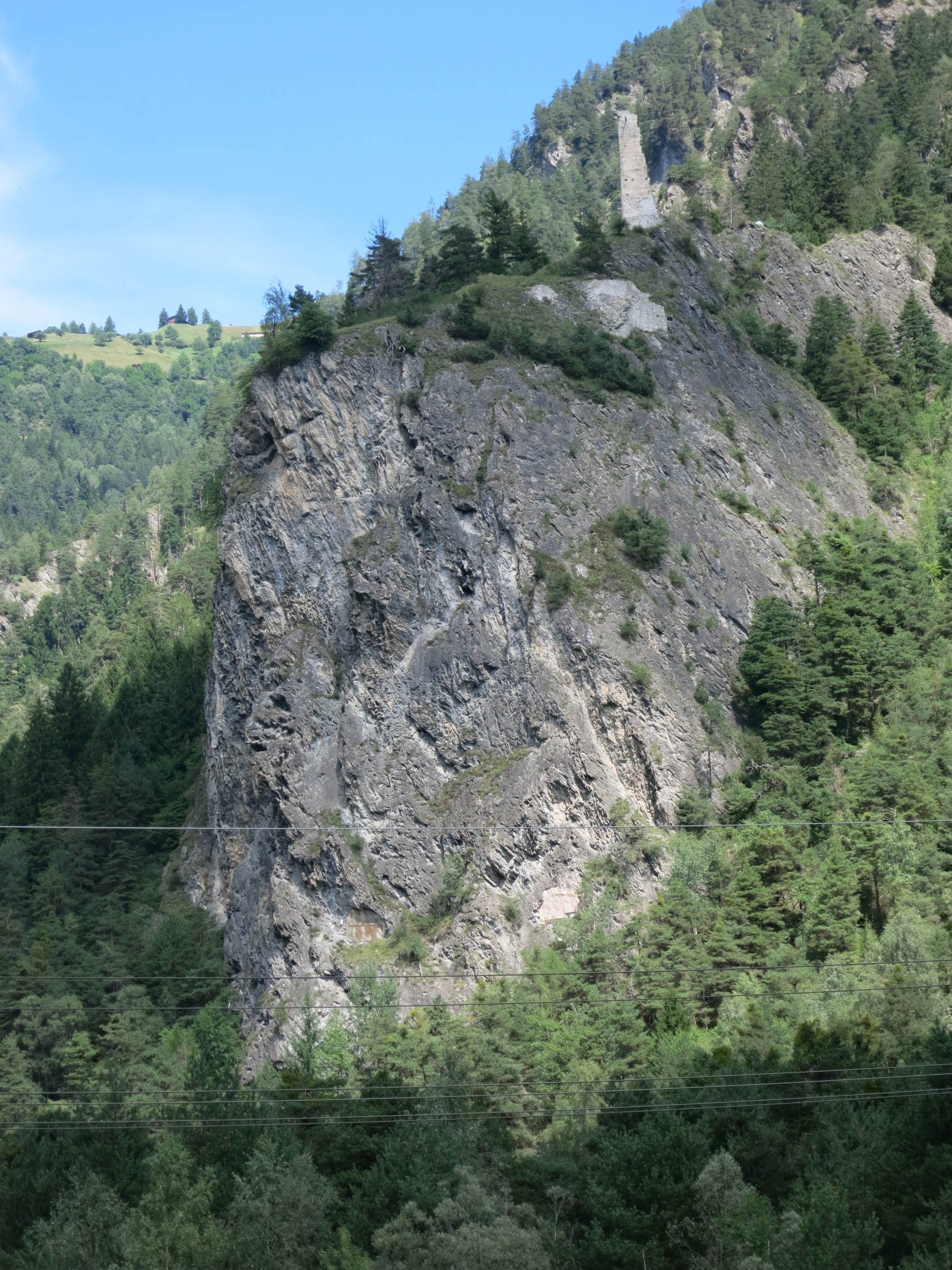
Hochjuvalt mit Scharten IW Juvalta A 7803

Die Sperrstelle Rothenbrunnen (Armeebezeichnung Nr. 1207) war eine rückwärtige Verteidigungsstellung der Schweizer Armee. Sie befindet sich am nördlichen Ausgang des Domleschg in der Engnis nördlich von Rothenbrunnen.
Die Sperre wurde 1942 von zivilen Unternehmen errichtet und gilt als militärhistorisches Denkmal von nationaler Bedeutung. Sie gehörte zur Gebirgsdivision 12. Mit der Armee 95 wurden die Festungen stillgelegt und 2006 aus der Geheimhaltung entlassen.

## Strategische Lage

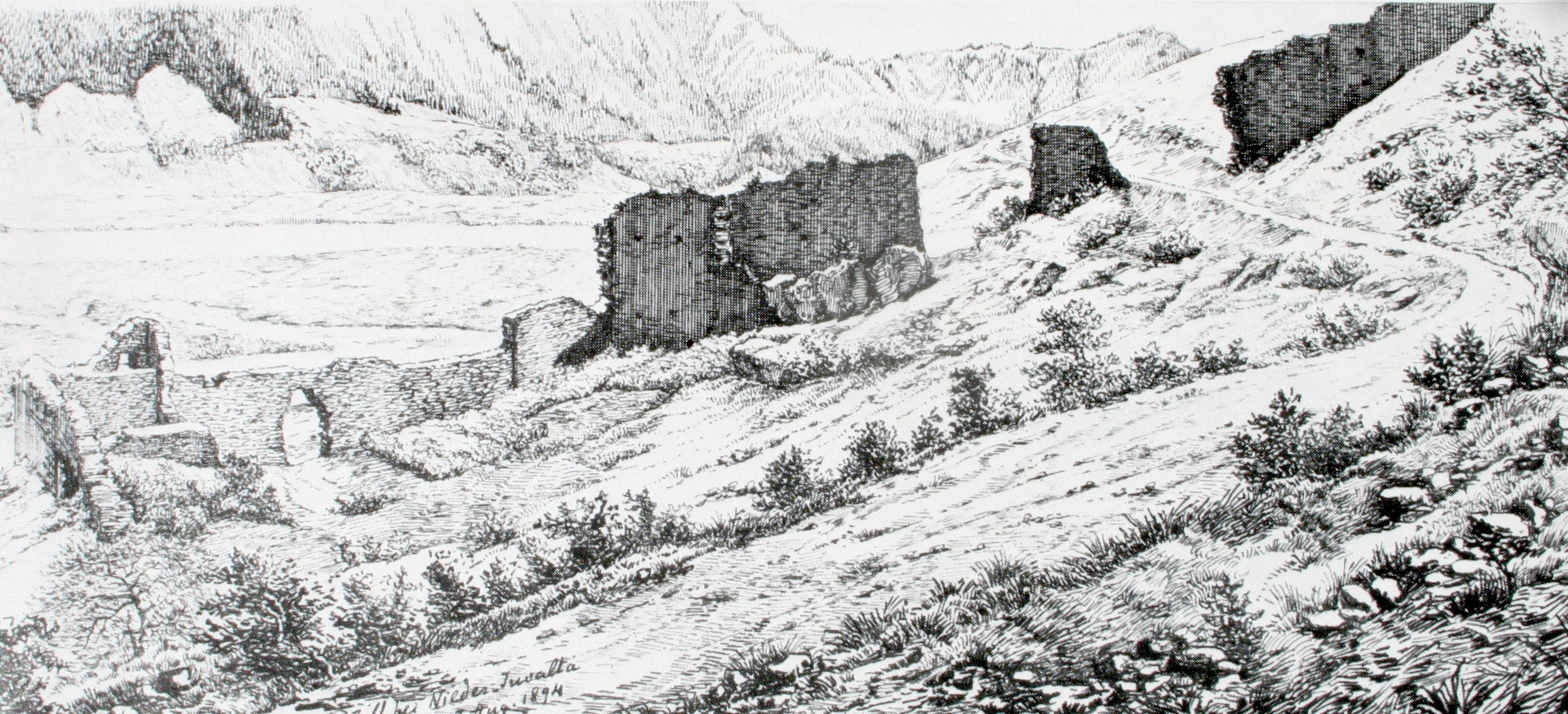
Hochjuvalt: Unterburg/Talsperre von 1216 mit Passage «Via Calanca» um 1894

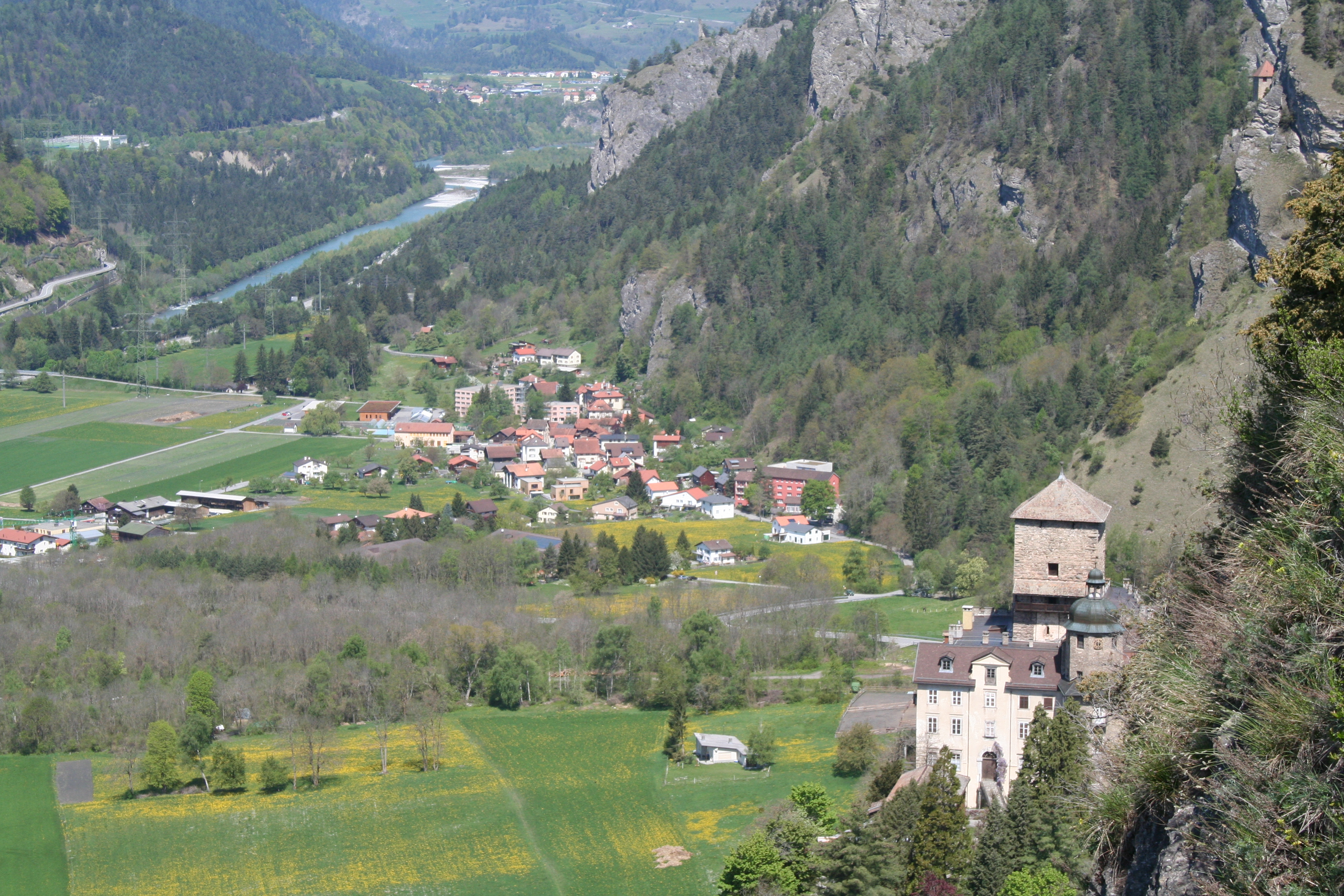
Engnis der Sperrstelle Rothenbrunnen

Durch das Domleschg führt eine seit römischer Zeit bedeutende Nord-Süd-Verkehrsachse. Im Mittelalter war die Passage der rechtsrheinischen «Via Calanca» (auch «Römerweg» genannt) bei Rothenbrunnen mit den Burgen Hochjuvalt (Baujahr 1216) und Innerjuvalt (auch Oberjuvalt, Baujahr 1243) befestigt.
Während des Zweiten Weltkriegs wurde an der gleichen Stelle die Sperrstelle Rothenbrunnen errichtet. Die Felswerke Ravetsch links (A 7801) und Juvalta links (A 7803) liegen direkt am historischen Verkehrsweg «Via Calanca». 1915 erstellten Sappeure vom Vogelsang bis Rothenbrunnen eine neue Weganlage, die den alten Pfad ersetzte. Während des Zweiten Weltkriegs bauten internierte Polen das Strässchen (Polenweg) weiter aus.

## Auftrag
Die Sperrstelle hatte den Auftrag den Durchgang eines von Norden oder Süden kommenden Gegners im Raum Rothenbrunnen zu sperren. Während bei den meisten Sperren klar war, von welcher Seite der Gegner zu erwarten war, war in Rothenbrunnen beides möglich.
Der Operationsbefehl des Kommandanten der Gebirgsbrigade 12 (ab 1962 Gebirgsdivision 12) vom 20. Februar 1944 lautete: «Die Kampfgruppe Beverin hält die Strassensperre von Rothenbrunnen von Nord und Süd». 
Erstens musste einem von Süden durchgebrochenen Gegner der Weg in die Haupteinfallsachse zum Kern des Reduits (Gotthard) versperrt werden. Zweitens musste mit einem Gegner von Norden gerechnet werden, der den Festungsriegel bei Sargans durchbrechen konnte. Drittens konnten nördlich der Sperre in der Ebene zwischen Reichenau, Bonaduz und Rhäzüns gegnerische Luftlandeoperationen erfolgen.
Entsprechend mussten die Sperre und die Infanterie- und Panzerhindernisse angelegt werden:

## Festungsbau
Die Hauptsperre (Juvalta links A 7803) wurde an der engsten Stelle der Talenge zwischen dem Domleschg im Süden und der Ebene von Rhäzüns/Bonaduz im Norden in den Felskopf auf dem sich die Ruine Hochjuvalt befindet eingebaut. Das Werk war für 30 Mann und Vorräte für drei Monate ausgelegt. 
Die Infanterie- und Panzerhindernisse in der Talsohle wurden in die mittelalterliche Sperrmauer unterhalb Hochjuvalt integriert, in dem die Betonhöcker direkt an die Bruchsteinmauern anschliessen. Juvalta links war mit zwei Maschinengewehren und einer Infanteriekanone (später 9-cm-Panzerabwehrkanone) bewaffnet. Das Gegenwerk Juvalta rechts (A 7802) hatte ein Maschinengewehr und eine Panzerbunkerkanone (später 9-cm-Panzerabwehrkanone).
Die zweite Sperrlinie befindet sich nördlich der Hauptsperre bei Ravetg und war mit insgesamt drei Maschinengewehren bewaffnet (Ravetsch links A 7801, Ravetsch rechts A 7802). Ravetsch links hatte eine Telefonzentrale mit Verbindung zum Werk Juvalta links.
Mit der Armee 61 wurden 1962 (Kubakrise) die alten 4.7-cm-Kanonen durch moderne 9-cm-Panzerabwehrkanonen ersetzt und die wassergekühlten Maschinengewehre Modell 1911 durch moderne Maschinengewehre Modell 1951 mit Wechselläufen. Seit den 1980er Jahren erhielt die Sperrstelle Feuerunterstützung durch einen modernen 12-cm-Zwillingsminenwerfer. 
Bis 1985 befand sich in der Munitionskammer der Festung Juvalta links ein mit zwei Panzertüren geschützter Tresorraum («Depôt Nr. 4») der Schweizerischen Nationalbank mit einer Lagerkapazität von 140 Tonnen Gold. Dieser lag ausserhalb des Reduits, während drei weitere geheime Goldtresore in Reduitfestungen eingebaut waren. 
Nach der Eröffnung der N13 mit dem Isla-Bella Strassentunnel 1989 wurden als letzte Nachrüstungen an Schweizer Infanteriewerken die beiden Festungen Juvalta links und Juvalta rechts 1990 so umgebaut, dass sie mit ihren beiden Panzerabwehrkanonen und einem Maschinengewehr auf die Panzersperre über die neue Autobahn wirken konnten. Juvalta links erhielt einen neuen Eingang beim Polenweg anstelle des mühsamen Hocheingangs. Das Panzerhindernis von 1941 wurde erweitert, damit die N13 gesperrt werden konnte und im Isla-Bella-Tunnel wurden Sprengladungen eingebaut. 

## Anlagenstandorte und Bewaffnung

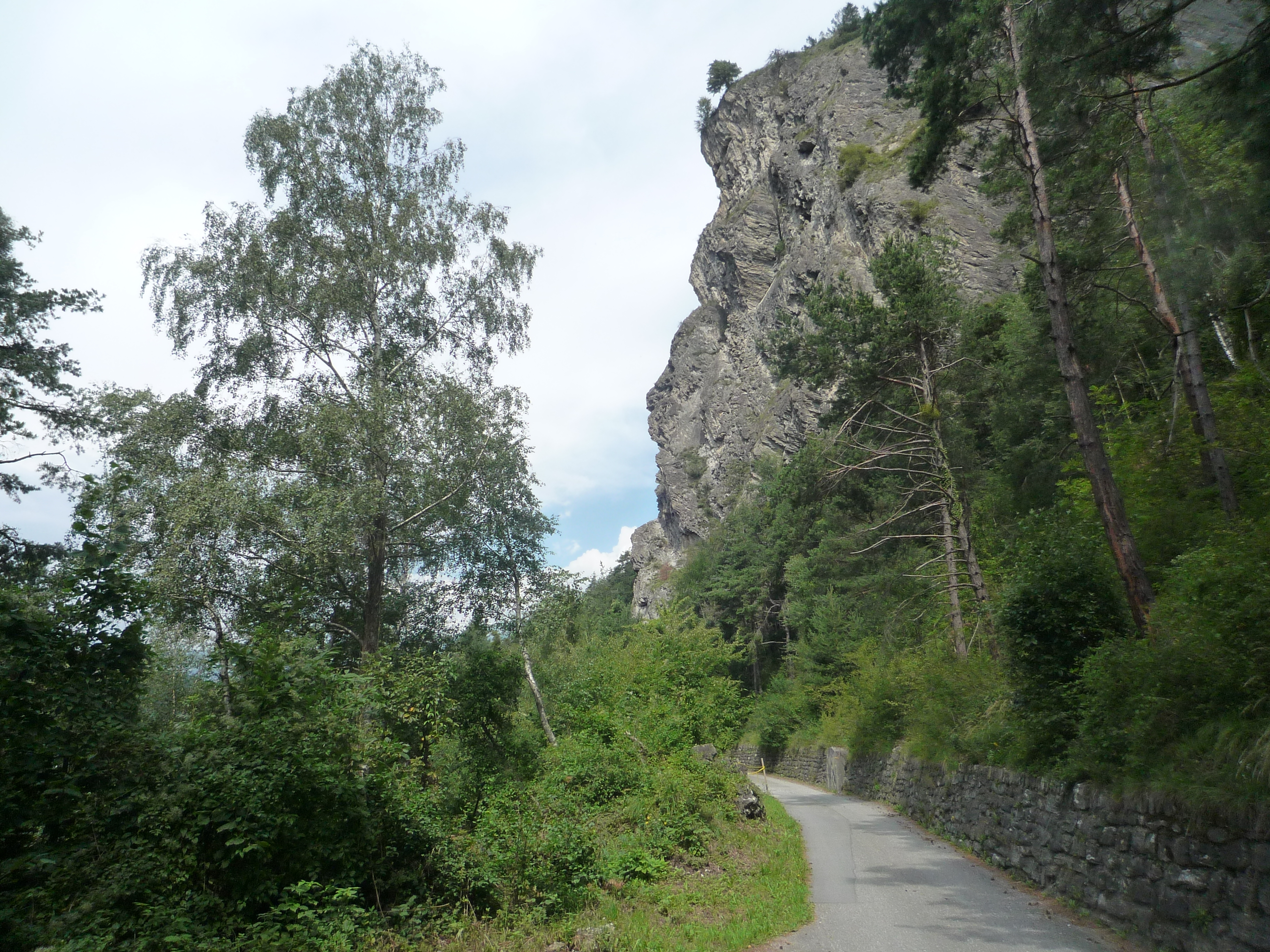
Polenweg mit GPH Süd und Felskopf der Festung Juvalta links A 7803

Die Sperrstelle Nr. 1207 Rothenbrunnen von 1995 umfasste vier Infanteriewerke in Felskavernen, zwei Panzerabwehrkanonen und sechs Maschinengewehre, fünf moderne atomsichere Unterstände ASU, drei geladene Sprengobjekte in Polenweg, «Italienischer Strasse» und im Autobahntunnel, acht Strassenbarrikaden, davon eine 
«Stahlspinne» auf der Autobahn, eine Bahnbarrikade im RhB-Trasse. Das Geländepanzerhindernis GPH wird von der Bahnlinie, der Strasse, dem Hinterrhein und der Autobahn durchbrochen.
- Infanteriewerk Ravetsch rechts A 7800: Mg ⊙
- Infanteriewerk Ravetsch links A 7801: 2 Mg ⊙
- Infanteriewerk Juvalta rechts A 7802: Mg/Pak ab 1989 ⊙
- Infanteriewerk Juvalta links A 7803: Pak, 3 Mg ⊙
- GPH Polenweg Juvalta Nord ⊙
- GPH Polenweg Juvalta Süd ⊙ [5]
- Sprengobjekt Strasse Ravetsch rechts ⊙
- Sprengobjekt Strasse Ravetsch links ⊙
- Sprengobjekte im RHB-Trasse Juvalta rechts ⊙
- Sprengobjekte unter Hauptstrasse Juvalta rechts ⊙
- Panzersperre Hauptstrasse Juvalta rechts ⊙

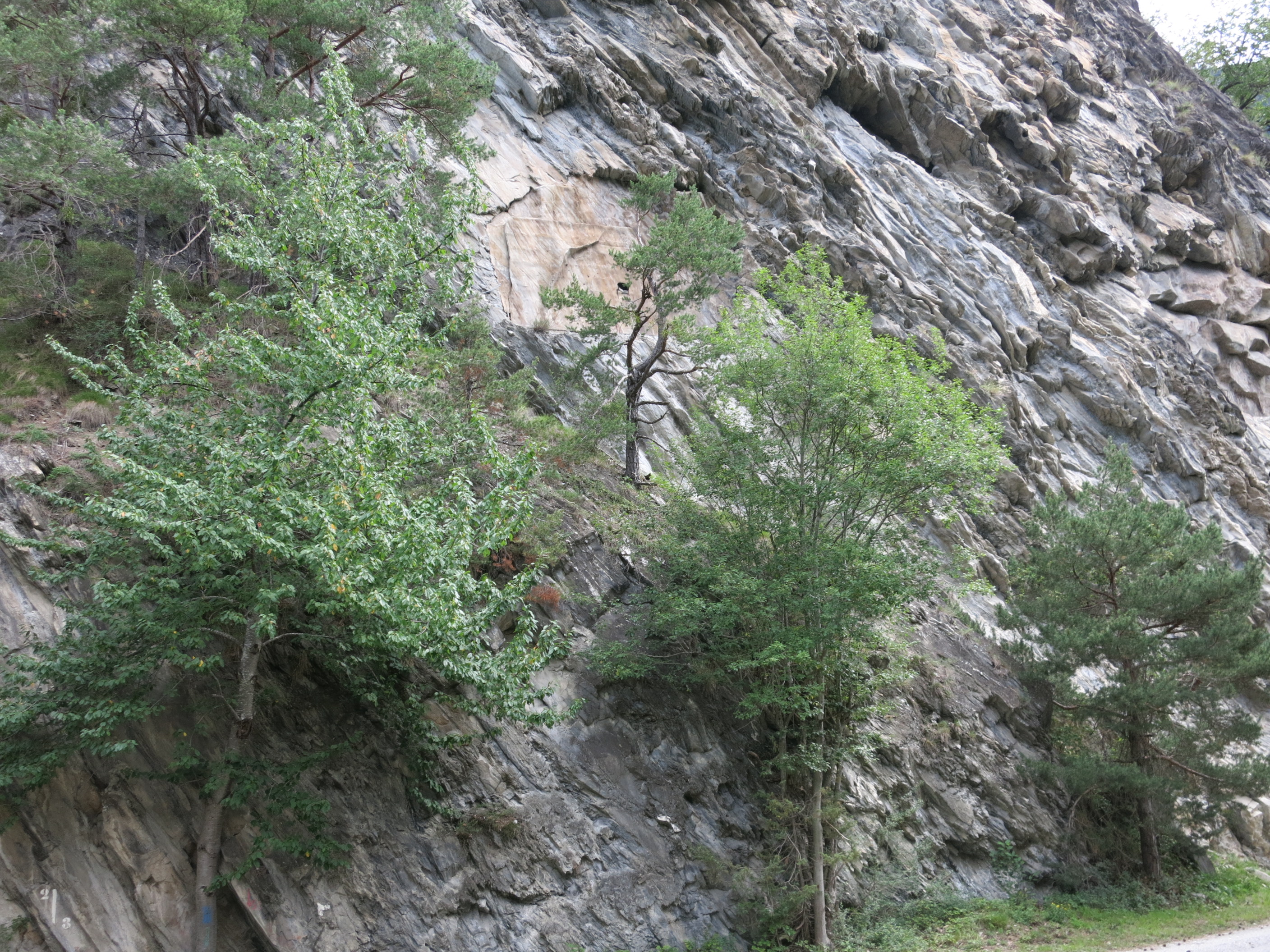
Scharten IW Ravetsch A 7801
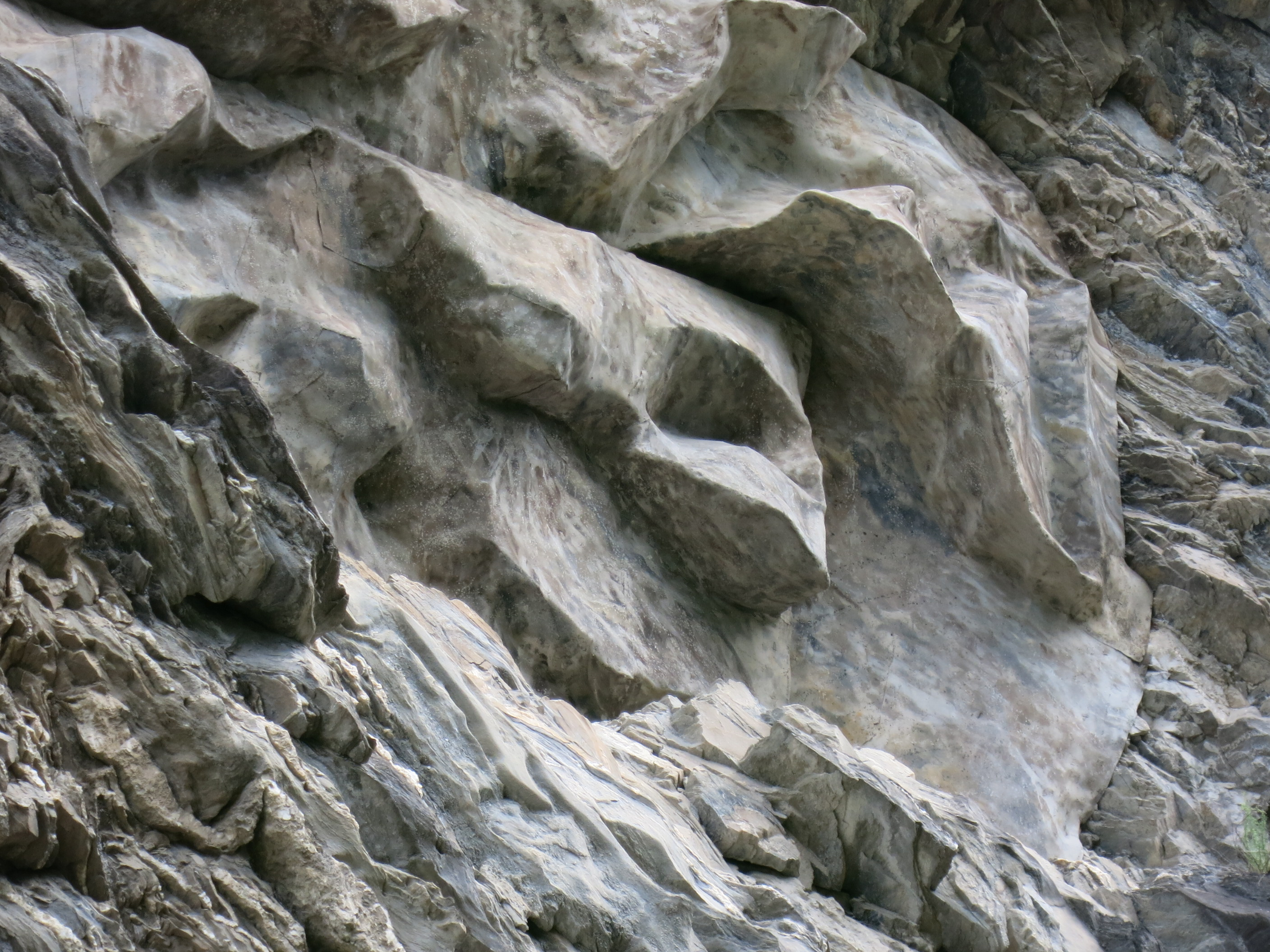
Scharte IW Ravetsch A 7801
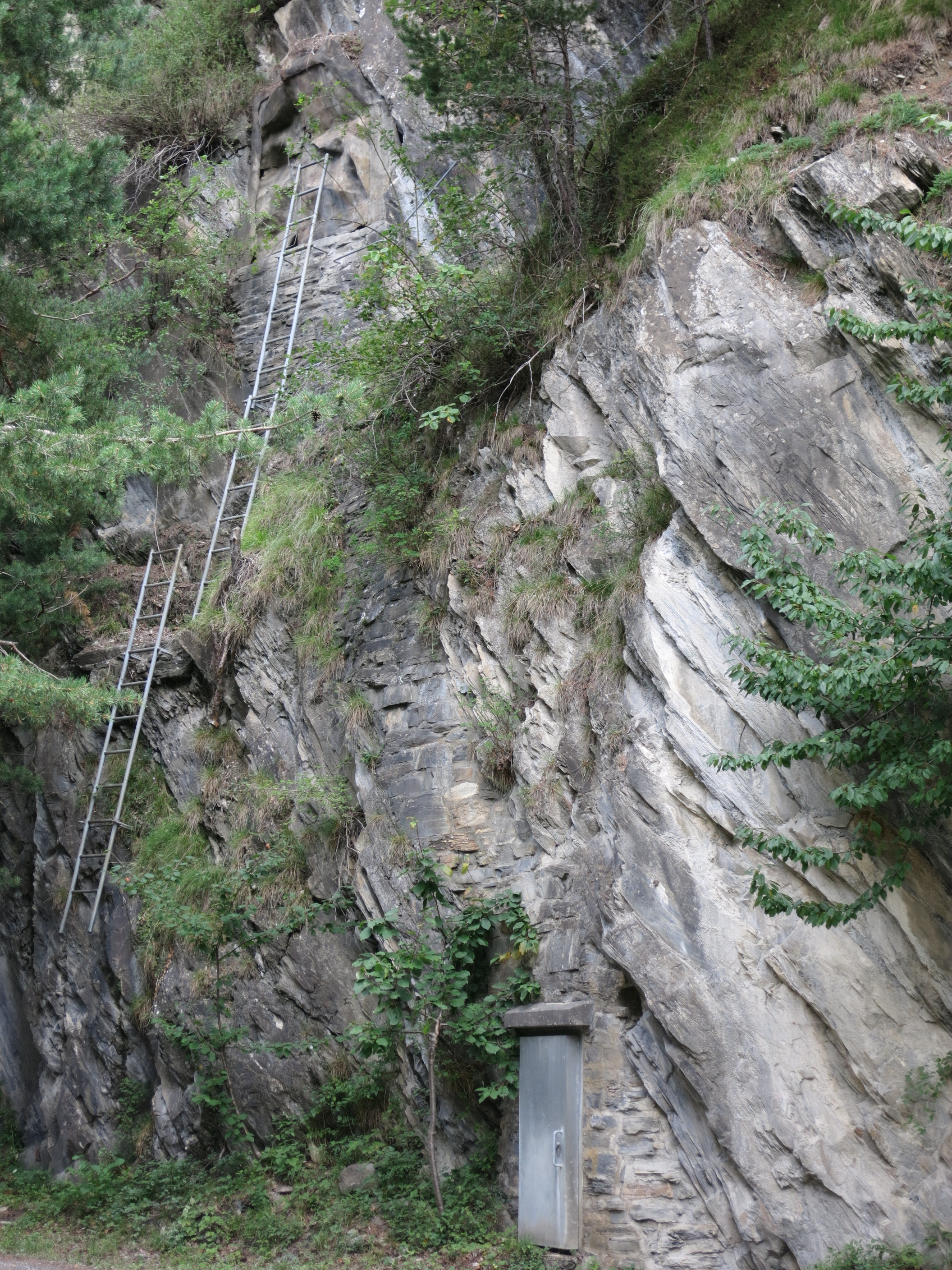
Alter und neuer Eingang IW Ravetsch A 7801
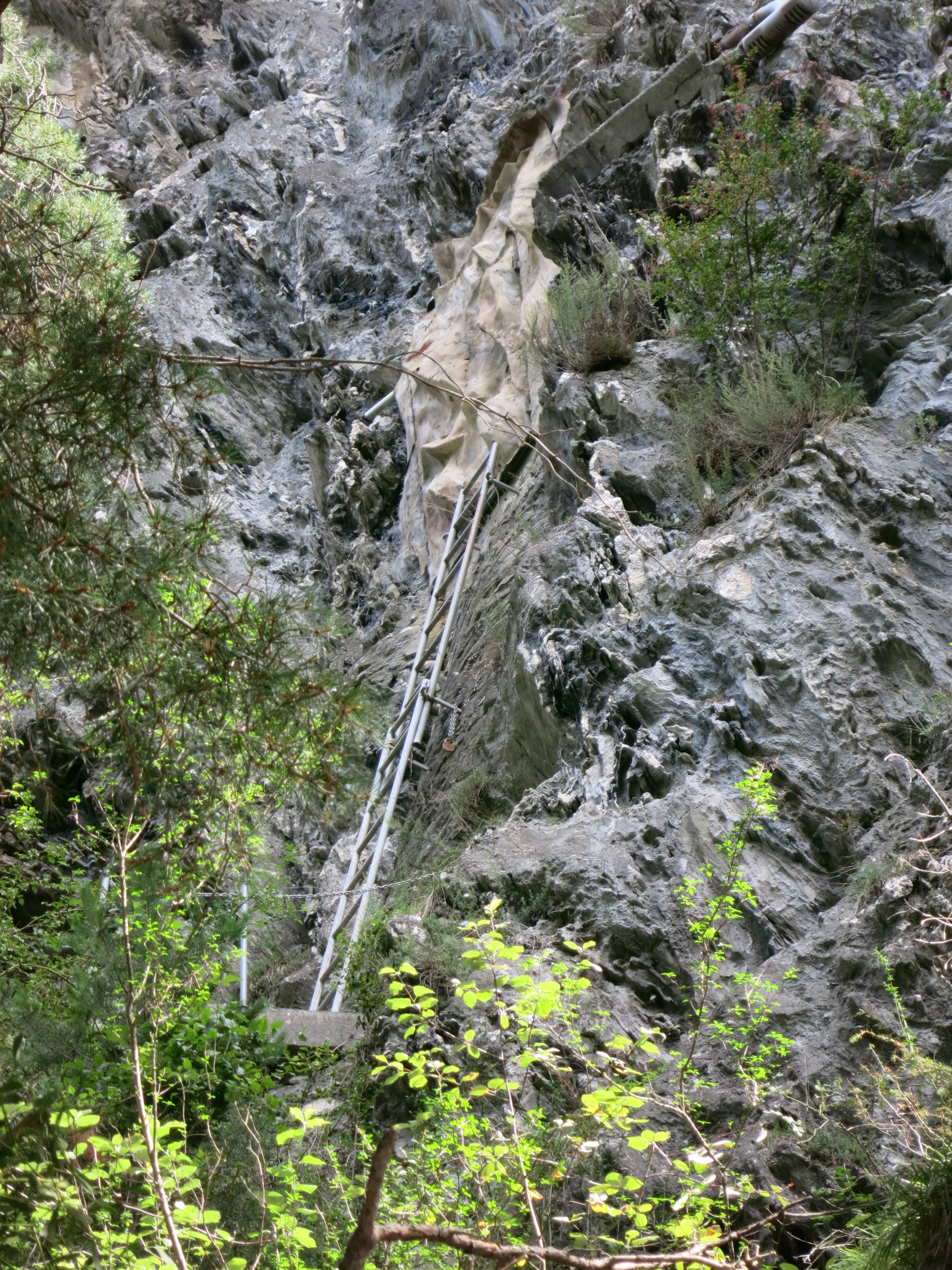
Alter Eingang IW Juvalta A 7803
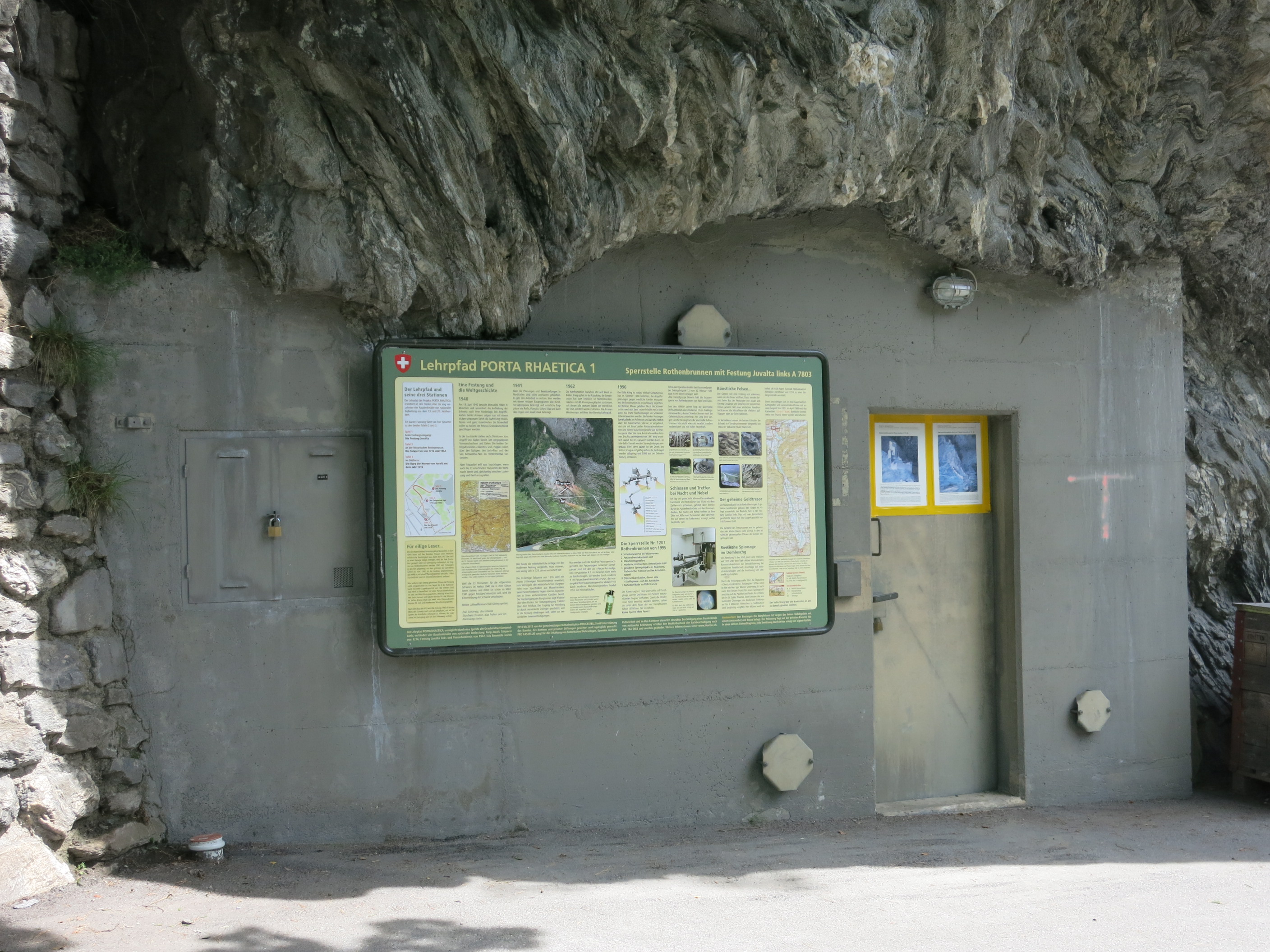
Eingang Juvalta A 7803

## Pro Castellis und Via dei Castelli
Die Burg und Talsperre Hochjuvalt sowie die Anlagen der Sperrstelle Rothenbrunnen wurden vom Verein Pro Castellis in jahrelanger aufwändiger Arbeit restauriert. Der Verein setzt sich für die Erforschung und Erhaltung historischer Baudenkmäler für die Nachwelt ein und unterstützt Projekte der Geschichtsforschung. Er unterhält über 30 wehrhistorische Baudenkmäler in mehreren Kantonen (BE, GL, GR, SG, ZH).
1986 realisierte Pro Castellis für die Bündner Schulen ein Lehrmittel über Burgen und den «Burgenlehrpfad Domleschg», der intensiv von Schulklassen genutzt wird. Mit dem Projekt «Via dei Castelli» soll dieses didaktische Projekt als attraktive Kulturwanderung allen Interessierten zugänglich gemacht und im Jahr 2018 eingeweiht werden.

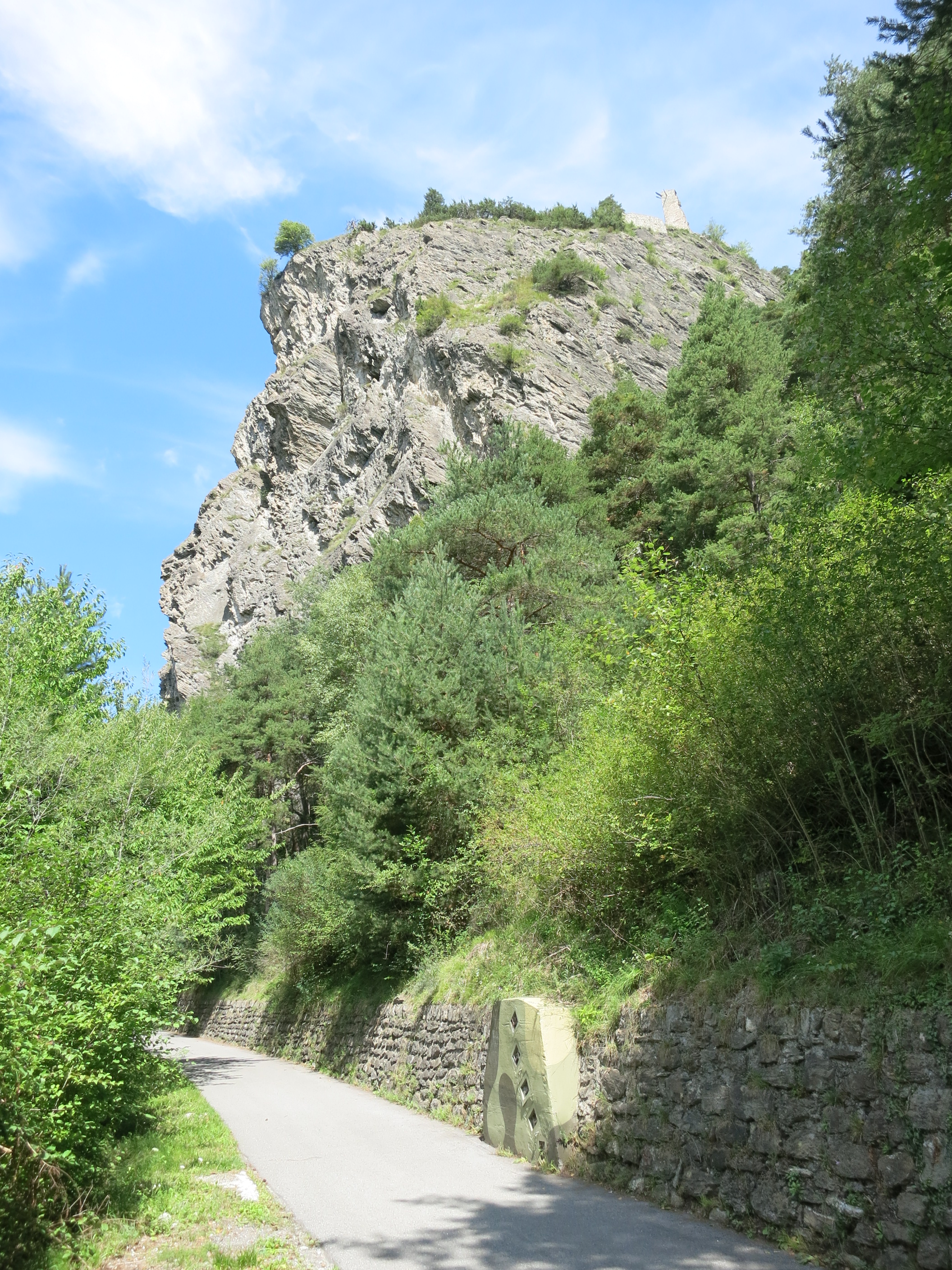
Hochjuvalt 1216 und Polenstrasse GPH Süd 1942
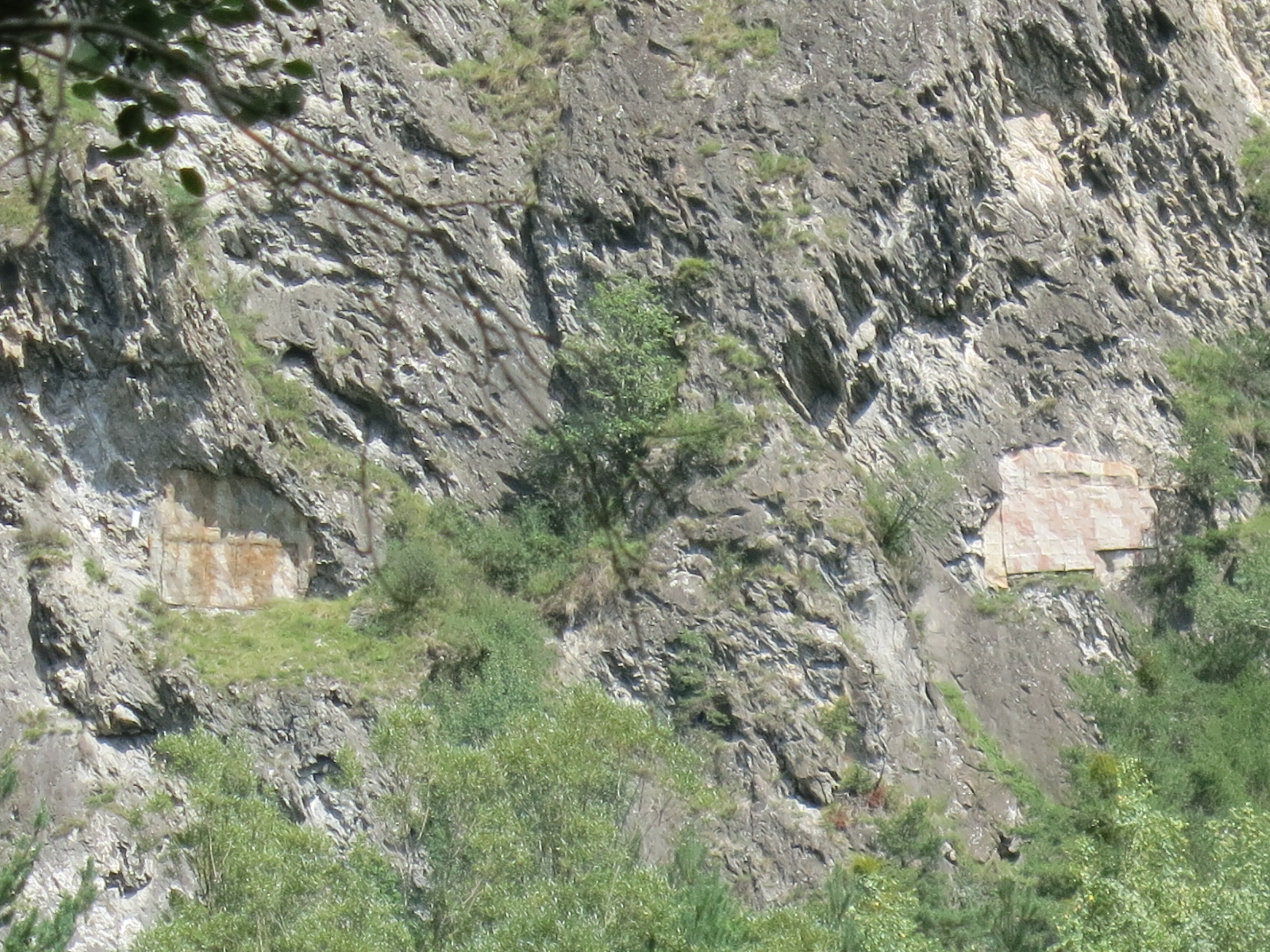
Hochjuvalt und Scharte IW Juvalta
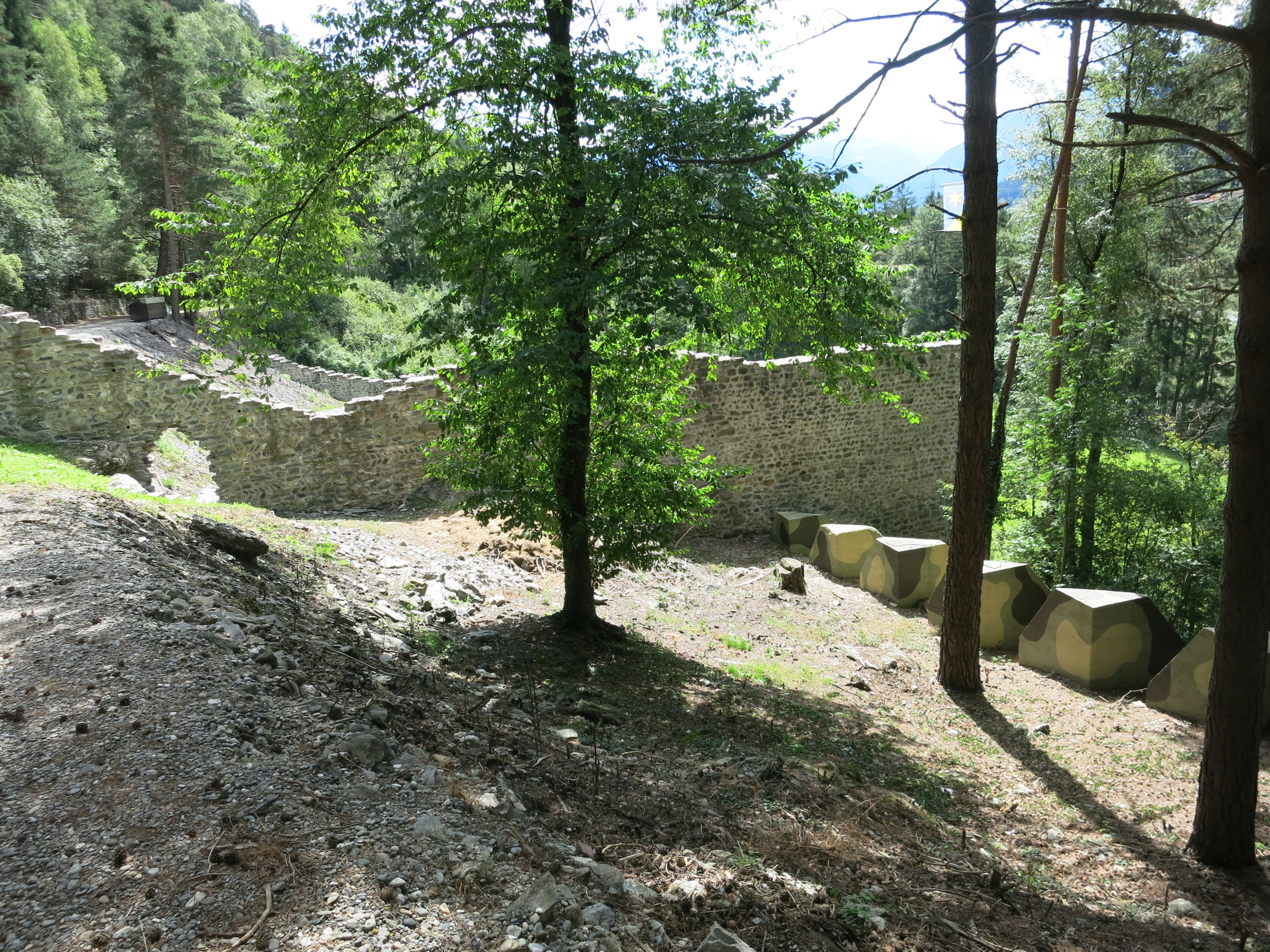
Talsperre Nord 1216 1942
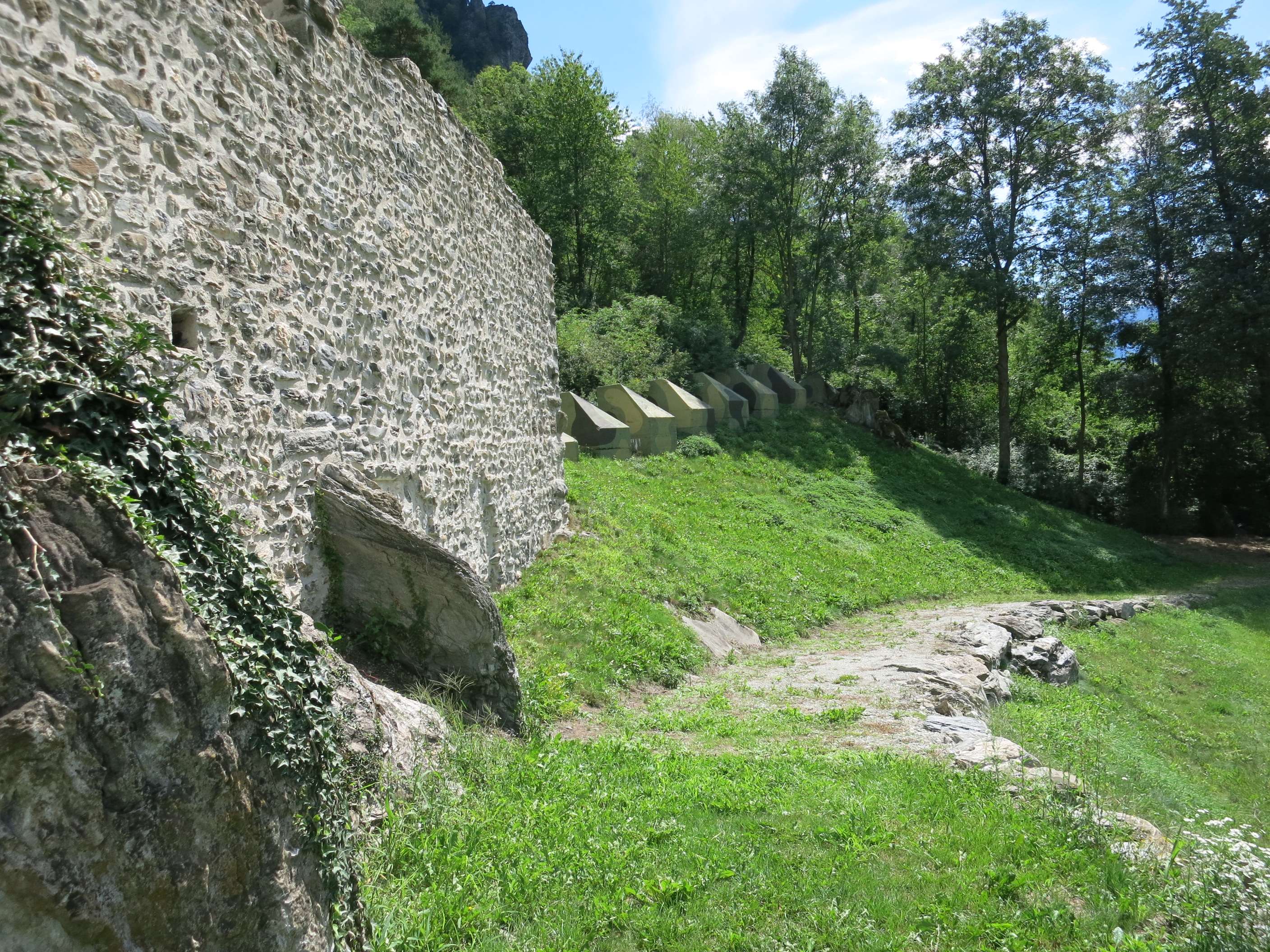
Talsperre Süd 1216 1942